# Osteiner

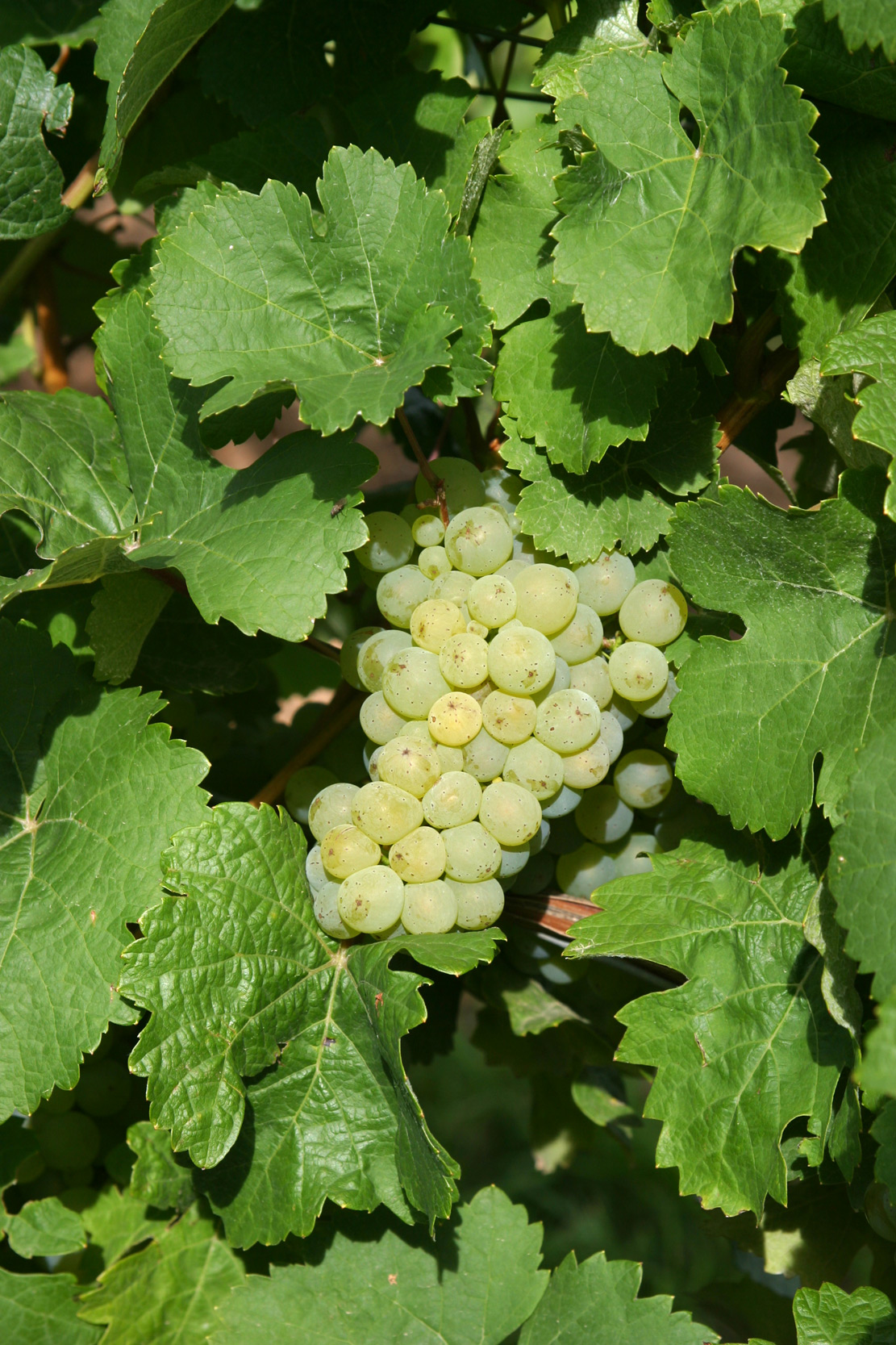
Blätter und Trauben der Rebsorte Osteiner

Osteiner ist eine Weißweinsorte. Sie ist eine Kreuzung aus Riesling und Silvaner, die Heinrich Birk an der Forschungsanstalt Geisenheim im Rheingau im Jahre 1928 durchführte. Die Angaben des Züchters zu den Kreuzungseltern konnten in der Zwischenzeit durch DNA-Analyse bestätigt werden.
Sie erlangte erst 1984 Sortenschutz und wurde im gleichen Jahr in die Sortenliste eingetragen.
Die kräftig wachsende Rebe bildet kaum Geiztriebe aus, was sie wenig anfällig gegen Mehltau und Pilze macht. Sie stellt keine besonderen Ansprüche an den Boden, ist winterhart auch bei starkem Frost, blütefest und damit ertragreich. Sie bringt kräftige, körperreiche Weine mit Rieslinggeschmack, jedoch stärkerer Säure (→ Säure (Wein)) hervor.
Osteiner ist eine Varietät der Edlen Weinrebe (Vitis vinifera). Sie besitzt zwittrige Blüten und ist somit selbstfruchtend. Beim Weinbau wird der ökonomische Nachteil vermieden, keinen Ertrag liefernde, männliche Pflanzen anbauen zu müssen.
Die Anbaufläche in Deutschland beschränkt sich auf etwa vier bis fünf Hektar im Rheingau, in Franken und an der Hessischen Bergstraße. Zugelassen ist sie darüber hinaus in den Weinbaugebieten Ahr, Mittelrhein, Mosel, Nahe, Pfalz, Rheinhessen und Sachsen. Die Bedeutung der Rebe ist insgesamt als gering einzustufen. Kleine Bestände sind auch in Neuseeland bekannt.
Siehe auch die Artikel Weinbau in Deutschland und Weinbau in Neuseeland sowie die Liste von Rebsorten.

## Namensgebung
Bei der Namensgebung standen die Grafen von Ostein Pate, die bis zu Anfang des 19. Jahrhunderts im Rheingau residierten. Der Letzte dieses Stammes, Graf Johann Friedrich Karl Maximilian Amor Maria (1735–1809) ist durch den Bau des Palais Ostein mit umgebendem Französischem Park und angrenzendem Englischen Garten in besonderer Weise mit dem Ort Geisenheim verbunden. Der Landschaftspark Niederwald bei Rüdesheim, auch Osteinscher Park genannt, geht ebenfalls auf ihn zurück.
Synonym: Geisenheim 9-97
Abstammung: Riesling x Silvaner